# SS Exodus

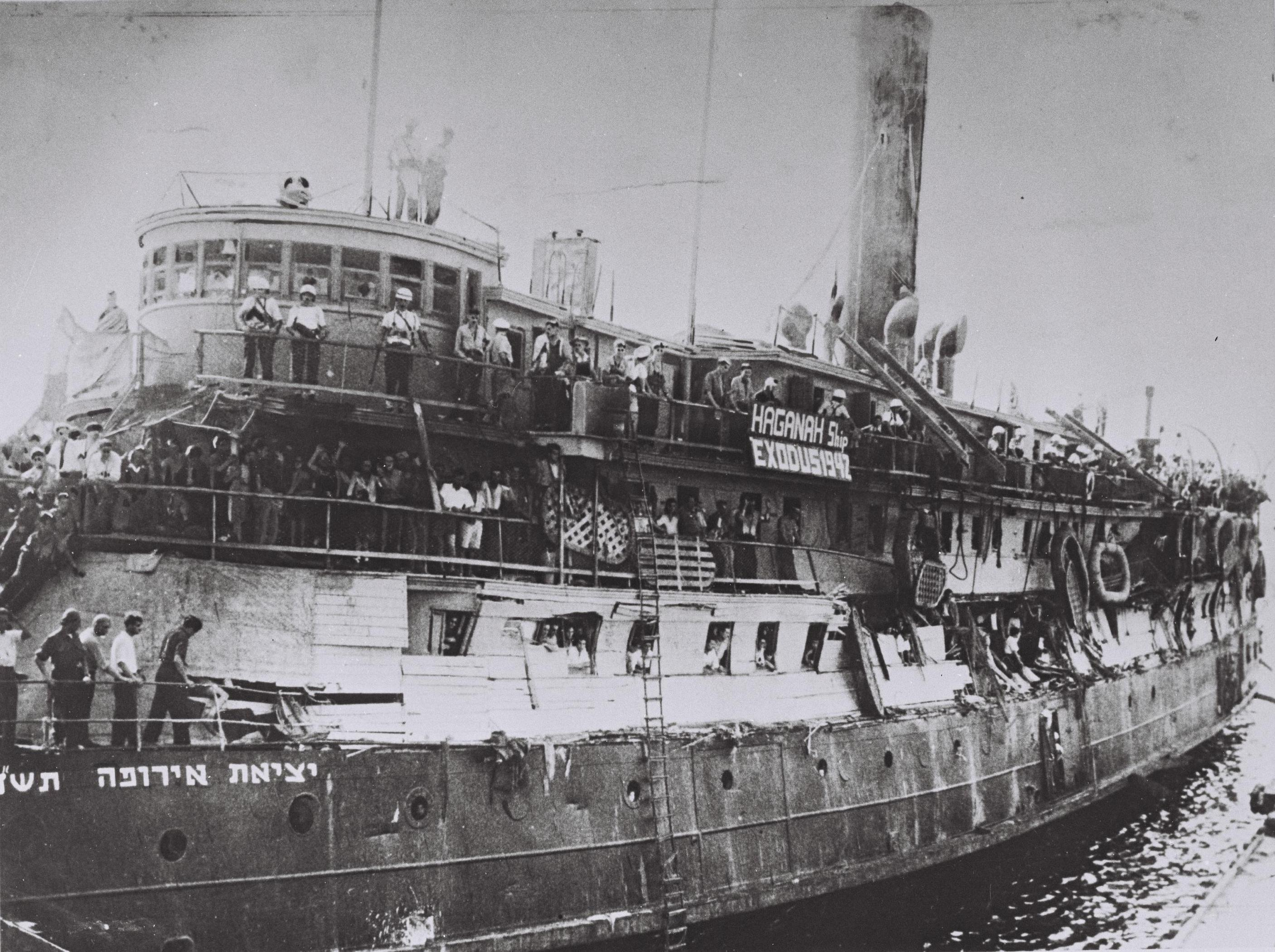
Êxodo 1947 após aquisição britânica. O banner diz: "Haganah Ship Exodus 1947".

Exodus foi um navio mais conhecido por ter sido utilizado no transportar Judeus à Palestina no período que precedeu a fundação do Estado de Israel.
O SS President Warfield construído em 1927 e lançado em 1928 foi utilizado até 1942 no transporte de passageiros e cargas entre Norfolk, Virginia e Baltimore, Maryland nos Estados Unidos. Durante a Segunda Guerra Mundial serviu tanto a Marinha Real Britânica como a Marinha dos Estados Unidos.
O navio foi comprado pela Agência Judaica em 1947. Exodus foi o nome escolhido para o navio que levou refugiados judeus da Europa até à Palestina.

## História
Muitos judeus europeus que sobreviveram ao Holocausto queriam emigrar para a Palestina. Entre eles estavam muitos deslocados na Alemanha que não puderam ou não quiseram regressar à sua antiga residência. A imigração para a Palestina foi restringida pelos britânicos por causa das grandes tensões naquela área entre judeus e árabes. Este último teve grandes problemas com o influxo de imigrantes. Muitos imigrantes ilegais anteriores já haviam sido colocados em campos de internamento no Chipre britânico pelos britânicos. Com o passar do tempo, mais e mais deslocados judeus começaram a se desesperar com a viabilidade da Palestina e a pensar nos Estados Unidos ou na Europa como alvos. A agência judaica e David Ben Gurion queria reverter essa tendência. Eles queriam trazer o maior número possível de judeus para o futuro estado judeu. Para tanto, foi implantado o Mossad Le'Aliyah Bet, que conseguiu adquirir 9 navios para esse fim. Milhares de judeus deslocados foram levados pelo Mossad Le'Aliyah Bet aos portos do Mediterrâneo para serem despachados para a Palestina.

## A Jornada à Palestina

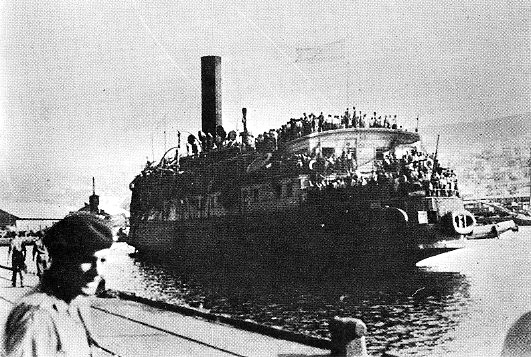
O Êxodo com passageiros.

Em 11 de julho de 1947, o presidente Warfield iniciou a travessia do porto mediterrâneo francês de Sète com 4 515 passageiros sob o comando do diretor de operações Yossi Harel do Hagana e do capitão Ike Aronowicz do Palmach (um braço armado do Hagana). A viagem foi organizada por Noah Klieger, um oficial de ligação com o Mossad Le'Aliyah Bet. A tripulação do navio consistia principalmente de jovens judeus americanos que se ofereceram para fazê-lo. Em 17 de julho de 1947, o navio recebeu o nome de Êxodo 1947 pelos passageiros, por analogia com o livro bíblico do Êxodo. O navio foi seguido desde o início pelo Serviço Secreto Britânico e dois navios de guerra.
Em 18 de julho, o navio foi trazido ao largo de Haifa pela Marinha britânica em águas internacionais. Três membros da tripulação morreram e muitos ficaram feridos em uma batalha de 4 horas a bordo com os britânicos. A luta foi transmitida pelo rádio de bordo para uma estação de rádio na Palestina e transmitida ao vivo. No dia seguinte, o navio entrou no porto fortemente protegido de Haifa e foi recebido por uma multidão de milhares.

## A jornada de volta
Os britânicos queriam dar o exemplo com o Exodus para impedir a imigração ilegal. Em Haifa, os passageiros foram transferidos em três navios-prisão (Ocean Vigor, Runnymede Park e Empire Rival) e enviados de volta à França, onde chegaram em 29 de julho.
Embora a situação a bordo fosse insustentável, a maioria dos passageiros recusou-se a desembarcar durante três semanas. Apenas 75 passageiros exaustos aceitaram a oferta de asilo do governo francês. Em 22 de agosto, os navios partiram da França para Gibraltar, onde pararam por 5 dias. A viagem para Hamburgo, na zona de ocupação britânica na Alemanha, foi então iniciada em 30 de agosto, onde o navio chegou em 8 de setembro. Sob o olhar da imprensa internacional, os passageiros foram desembarcados à força e internados em dois campos perto de Lübeck, Poppendorf e Am Stau. À medida que o inverno se aproximava, os campos sem aquecimento tornaram-se impossíveis de viver e os judeus foram transferidos para os campos de Emden e Sengwarden na Alemanha. O tratamento dispensado aos emigrantes provocou grande indignação internacional. Em 6 de outubro de 1947, os emigrantes na Alemanha foram libertados.

## O navio
Originalmente chamado de Presidente Warfield, o Exodus era um navio GRT de 1 800 toneladas. O Presidente Warfield foi encomendado em 1928 por Pussey and Jones Corp. em Wilmington, Delaware construído para a Baltimore Steam Packet Co. Ele navegou ao longo da costa leste americana até 1940. Em 1942, ela foi convertida em um navio de quatro conveses e serviu como Presidente Warfield do USS (IX-169). O navio foi retirado de serviço após a Segunda Guerra Mundial.
Em 9 de novembro de 1946, o navio foi vendido para a Potomac Shipwrecking Co. por $ 60 000, vendido em Washington D.C. Esta empresa atuou como agente do Mossad Le'Aliyah Bet, parte do Hagana. O Mossad Le'Aliyah Bet trouxe o navio sob a bandeira de Honduras. O motivo da compra do navio foi o calado raso de 2,5 metros, o que significava que o navio também poderia ser usado para pousar fora de um porto na praia (e assim possibilitar a imigração ilegal).
Em 26 de agosto de 1952, o navio queimou e foi ancorado na praia de Shemen em Haifa. Em 1963, o navio foi demolido por uma empresa italiana.